# Robert Montgomery (Kolonialgouverneur)

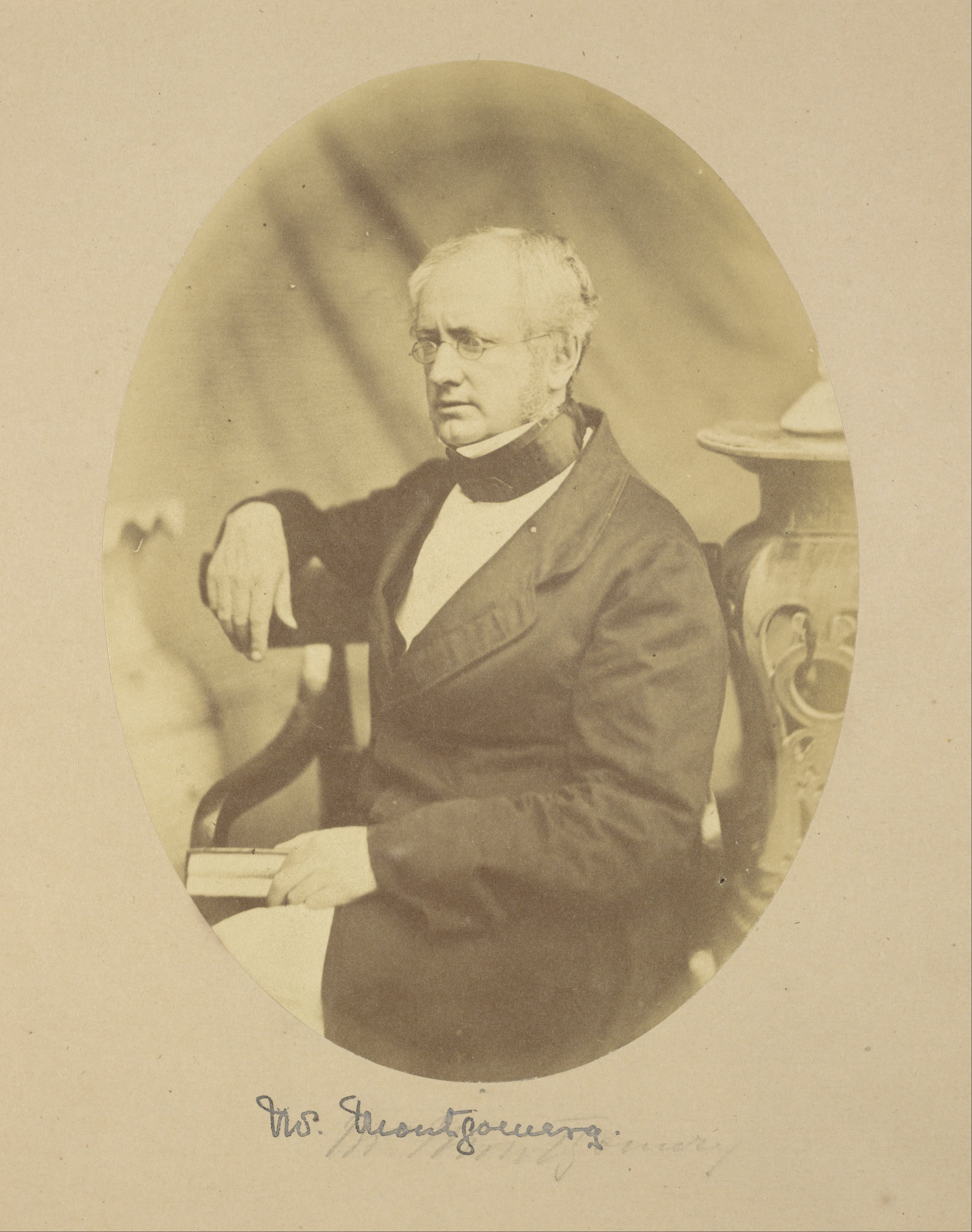
Robert Montgomery

Sir Robert Montgomery (* 2. Dezember 1809 in Moville, County Donegal, Irland; † 28. Dezember 1887 in London) war ein britischer Vizegouverneur in Britisch-Indien.

## Leben
Er war der älteste Sohn des Rev. Samuel Law Montgomery und der Susan Maria McClintock und wurde am Familiensitz New Park in Moville geboren. Im Alter von siebzehn Jahren ging er nach Indien. Anfänglich arbeitete er im indischen Öffentlichen Dienst.
Robert Montgomerys erste bemerkenswerte Position in Britisch-Indien war die eines Beauftragten in Cawnpore. Im Mai 1857, am Anfang des großen indischen Aufstands, war er Vizegouverneur der Provinz Punjab in Lahore. Er ließ sofort die einheimische Garnison entwaffnen, was diese davon abhielt, am Aufruhr teilzunehmen. Für sein umsichtiges Verhalten wurde er als Knight Commander des Order of the Bath (KCB) geadelt. 
In der Zeit vom 3. April 1858 bis zum 15. Februar 1859 war Montgomery der Chief Commissioner von Oudh. 1859 wurde er erneut zum  Vizegouverneur der Provinz Punjab ernannt und blieb dies bis 1865. 1866 wurde er als Knight Grand Commander des Order of the Star of India (GCSI) ausgezeichnet. 
Die 1865 gegründete pakistanische Stadt Sahiwal, früher Montgomery, war während der britischen Kolonialzeit nach Robert Montgomery benannt.
Er verstarb 1887 in London an einer Bronchitis im Alter von 78 Jahren und wurde in der St Columb’s Cathedral in Londonderry bestattet. 

## Ehen und Nachkommen
1834 heiratete er in Pakistan in erster Ehe Frances Mary Thomason († 1842). Mit ihr hatte er eine Tochter:
- Mary Susan Montgomery (1838–1860) ⚭ 1858 Lt.-Col. James Crofton.

Nachdem seine erste Gattin 1842 an den Pocken gestorben war, heiratete er 1845 in zweiter Ehe Ellen Jane Lambert, mit der er einen Sohn hatte:
- Rt. Rev. Henry Hutchinson Montgomery (1847–1932), anglikanischer Bischof von Tasmanien, ⚭ Maud Farrar.